# 성곡로 (부천시)
성곡로(Seonggok-ro)는 경기도 부천시 오정구 여월동에서 원종동까지 연결하는 부천시도로, 총 연장은 1.2km이다. 도로의 명칭이 유래된 것은 행정구역 명인 성곡동을 이용하여 성곡로로 명명되었다.

## 역사
- 2009년 11월 12일 : 도로명으로 성곡로를 고시

## 주요 경유지
- 부천시
  - 오정구
    - 여월동 - 도당동 - 원종동

## 접촉하는 도로
- 소사로
- 삼작로
- 수도로
- 상오정로

## 주요 건물 및 시설
- 엘리하임 (성곡로 14/여월동 10-13)
- 대광빌라 (성곡로 42/여월동 8-1)
- 신원프린스A동 (성곡로 52/여월동 7-57)
- 우성빌라 (성곡로 61/여월동 5-6)
- 세상의중심 가온어린이집 (성곡로 63/여월동 5-3)
- 성원맨션타운 (성곡로 78/여월동 6-1)
- 성진그린타운 (성곡로 85/여월동 141-4)
- 대향빌딩 (성곡로 88/여월동 4-32)
- 우성빌라 (성곡로 89/도당동 140-2)
- 레스빌 (성곡로 98/여월동 1-35)
- 청원빌딩 (성곡로 101/도당동 137-6)
- 서남빌라 (성곡로 110/오정동 140-12)
- 중원빌라 (성곡로 112/오정동 140-48)
- 토담빌라 (성곡로 114/오정동 140-83)
- 백산주택 (성곡로 118/오정동 140-57)